# Płomienie (powieść)
Płomienie. Z papierów po Michale Kaniowskim – powieść Stanisława Brzozowskiego z 1908 r. w dwóch tomach, uważana za pierwszą polską powieść intelektualną. Przedstawia ideową panoramę przełomu XIX i XX wieku, jest krytyką kapitalizmu, tradycjonalizmu, ziemiańskiego konserwatyzmu i klerykalizmu. Głównym tematem powieści jest problem relacji pomiędzy twórczym potencjałem jednostki a warunkami społecznymi oraz poszukiwanie dróg naprawy świata. Dla kilku pokoleń lewicowej młodzieży XX w. stanowiła powieść kultową, będąc emocjonalną historią polskich i rosyjskich rewolucjonistów, a także odpowiedzią na Biesy Dostojewskiego. Do zafascynowania Płomieniami przyznali się m.in. Czesław Miłosz, Leszek Kołakowski, Andrzej Mencwel oraz Adam Michnik.
Książka przedstawia losy polskiego szlachcica Michała Kaniowskiego, który zniechęcony jest własną rodziną, jej trybem życia, otoczeniem. Kuzynostwo Michała – rodzina Bieleckich żyje pusto, głupio, podbudowując swoje poczucie obywatelskie dewocją, wspomnieniami lepszej przeszłości - symptomaty absolutnej degrengolady zdeklasowanych szlachciców. Kaniowski pisze: Rodzina taka, jaką jest w obecnym świecie, musi być zawsze ośrodkiem uczuć antyspołecznych. Rodzina w stosunku do pozostałego świata odgrywa rolę pieczary, do której drapieżca znosi swą zdobycz. Póki człowiek utrzymuje się przeważnie z tego, co w ten lub inny sposób innym ludziom wydrze, rodzina nie przestaje być tym laboratorium uczuciowym, w którym najdrapieżniejsze, najbardziej egoistyczne, zaborcze, antyludzkie instynkty przepotwarzane są na modłę sielankową, nie zmieniając swej zasadniczej treści. W imię rodziny popełnia się najwięcej podłości. Ona dostarcza największej ilości usprawiedliwień. Tu przeobraża się w obowiązek względem matki, ojca, rodzeństwa i dzieci osłonięte lub nieosłonięte łupiestwo. Michał wyjeżdża na studia do Petersburga, gdzie nawiązuje kontakty z rosyjskimi narodnikami. Przygotowuje zamach na cara Aleksandra II.
Brzozowski w powieści dokonuje osobistego rozrachunku z Polską: Nie, nie pojadę już do Polski. Kościoły tam i księża panowie i księża. Nic. Siedli chłopu na szyję i krzyczą: ojczyzna.